# 旅游人类学
旅游人类学是旅游学和人类学的一个交叉学科，一般认为西方人类学者加入旅游研究的标记是1963年人类学者努涅斯(Nunez)发表的论述，《一个墨西哥山村开展周末旅游带来的影响》一篇论文。20世纪70～80年代，研究旅游对目的地社会、文化的影响
是旅游人类学的主流。其中70年代，以旅游对发展中国家的社会文化影响为主。进入80年代后，学者们越
来越关注旅游对西方发达社会的影响，并把旅游开发与社区建设联系起来，考察如何使二者更好地互动。
20世纪90年代后，旅游的可持续发展间题也进入学者们的视野，他们开始思考如何达到社会文化方面的可持续发展。
西方学人类学者研究旅游，主要从目的地居民、游客以及客源地社会这三个不同视角出发，进行系列研究，形成相应理论、观点。关注目的地社会的人类学者认为旅游引发了当地社会文化的变迁，因而把旅
游看做一种涵化和发展形式从游客出发，学者们认为旅游活动的结构、功能与人生经历仪式(Rites of 
Passage)相似，因而旅游可以看做一种世俗仪式 ；为了弄清楚旅游的成因，学者到客源地社会寻找答
案，认为旅游是一种上层建筑，是依赖于其他更为根本的社会因素的。在众多的旅游人类学家中，以瓦伦·史密斯(Valene L. Smith)、纳尔逊·格雷本(Nelson Grabuin)、丹尼森·奈什(Dennison Nash)的学
术最具代表性，他们是20世纪80年代以来西方旅游人类学主要学术代表。